# Marc Donnadieu
Vous pouvez aider à l'améliorer ou bien discuter des problèmes sur sa page de discussion.
- Sa forme n’est pas encyclopédique et ressemble trop à un curriculum vitæ. Modifiez le texte pour aider à le transformer en article neutre. (Marqué depuis novembre 2022)
- Il n’est pas rédigé dans un style encyclopédique. (Marqué depuis novembre 2022)
- Sa rédaction n'est pas équilibrée, et donne à certains aspects ou points de vue une importance disproportionnée. Considérez son contenu avec précaution. Pour lancer la procédure de résolution du problème, utilisez le paramètre neutralité. (Marqué depuis novembre 2022)

Marc Donnadieu, né à Jerada le 8 janvier 1960, est un ancien conservateur de musée, commissaire d'exposition indépendant, chercheur, enseignant, critique d'art, journaliste et écrivain français. Il est également connu sous le nom de plume de Charles-Arthur Boyer.

## Biographie
Marc Donnadieu est originaire d’une famille maternelle espagnole et française et d’une famille paternelle arménienne et belge. Son arrière-grand-père, Paul Atamian, photographe de profession, est le frère du peintre arménien Charles Atamian. Entre 1981 et 2021, il écrit sous le nom de Charles-Arthur Boyer, puis sous son propre nom. 

### De la photographie à l'architecture et à l'art
En 1973, Marc Donnadieu visite, seul, l’exposition Picasso 1970-1972 au Palais des Papes à Avignon. En 1976, il assiste à la première du Regard du sourd de Bob Wilson au Festival d’Avignon. Il fréquente le Centre Georges-Pompidou dès son ouverture, ainsi que les galeries Karl Flinker et Jean Fournier. Il réalise, lors de la Fiac 1977, le Baiser de l’artiste d’Orlan.[réf. nécessaire]
Au départ photographe autodidacte, il se perfectionne à la fin des années 1970 auprès de différents praticiens dont Denis Brihat. Il débute alors une carrière dans le domaine de la photographie d'architecture et d’ateliers d’artiste, avant de poursuivre des études d’architecture avec comme spécialité la muséologie, la muséographie et la scénographie d’exposition. 
Son diplôme d’architecte DPLG, passé en 1983, porte sur une reconfiguration et un agrandissement du Musée des Beaux-Arts de Nancy. L’artiste Anne Poirier, à sa demande, fait partie du jury. Il rencontre, par son entremise et celle de Patrick Poirier, Christian Boltanski, Annette Messager, puis Bob Calle.[réf. nécessaire]

### Le tournant des années 1980
Durant les années 1980, il s’engage et accompagne, en tant que journaliste et critique d’art, une nouvelle génération de créateurs, qu’ils soient peintres, photographes, cinéastes, designers, graphistes, créateurs de mode ou écrivains... Il fréquente alors les galeries Éric Fabre, Bama et Philip Nelson, ainsi que les toutes premières galeries de photographies à Paris comme Agathe Gaillard, Alain Paviot, Zabriskie, Remise du Parc, Texbraun ou Michèle Chomette. Il se lie d’amitié avec le peintre Étienne Yver, et soutient le travail de Sylvie Blocher, Bertrand Gadenne, Richard Monnier ou Étienne Pressager.[réf. nécessaire]

### Les années 1990: des années d'engagement
En 1989, il abandonne définitivement son activité d’architecte indépendant et rejoint les équipes de l’Institut Français d’Architecture au sein du département Création-Diffusion dirigé par Patrice Goulet. Il initie, dans ce cadre, plusieurs commandes photographiques en coproduction avec le département de la commande publique du Ministère de la Culture, en particulier, en 1996, Repérages. Regards d’artistes sur l’architecture contemporaine, dont le résultat est versé dans les collections du Fonds National d’Art Contemporain. Durant cette période, il rencontre Jean-Claude Lemagny, Agnès de Gouvion Saint-Cyr, Jean-Luc Monterosso, et se lie d’amitié avec les photographes Bernard Plossu et Corinne Mercadier, ainsi que le tireur de photographies Guillaume Geneste et l’éditeur Patrick Le Bescont,. En 1995, à la demande de Michel Nuridsany, il réalise une exposition sur la photographie des fantômes et des spectres pour les 26e rencontres internationales de la Photographie d’Arles. 
Son œuvre photographique est présentée dans plusieurs expositions de groupe à la Galerie du jour agnès b., puis représentée, à partir de 1990, par la Galerie Bouqueret+Lebon. La Polaroid Collection et la Bibliothèque Nationale de France acquièrent certaines de ses photographies au Polaroid,. À la suite de la fermeture en 1997 de la galerie Bouqueret+Lebon, il suspend la présentation de son travail qui ne sera qu’à de très rares occasions exposé ou commenté. 
En 1991, il rédige la première monographie sur l’architecte Hervé Bagot publié aux Éditions Pandora. À la suite de ses recherches sur les relations entre l'art et l'architecture, il est invité en 1993, par Jean-Louis Froment, directeur du CAPC de Bordeaux, et Michel Bourel, à concevoir un séminaire intitulé L’Architecture au risque de l’art. Leçons sur l’état du réel en référence aux Leçons américaines. Aide-mémoire pour le prochain millénaire d’Italo Calvino. Celui-ci sera prolongé, en 1995, par une exposition intitulée Ce que l’art et/ou recouvre de l’architecture. Il se lie alors d’amitié avec Andrée Putman, Lise et Jacques Toubon ainsi que Pierre Staudenmeyer. À la demande de José Alvarez et d’Anne Bony, il participe à l’ouvrage Les Années 80 publié aux Éditions du Regard en 1995, collaboration qui se poursuivra avec celui consacré aux Années 90, publié en 2000. En 1998, il participe au XXXIe Congrès de l’AICA International à Tokyo sur le thème L’Espace urbain. Un territoire à partager. Les Éditions Dis Voir lui commandent la première monographie consacrée au designer britannique Jasper Morrison qui sera publiée en 1999.
Parallèlement, à l'invitation d’Alice Morgaine, il devient rédacteur, de 1990 à 1996, au Jardin des modes et, à l'invitation de Myriam Salomon, depuis 1994, à Art Press. Il est correspondant en France pour la revue d’architecture néerlandaise à Archis de 1992 à 1997, et collabore à  L’Architecture d’Aujourd’hui, ArchiCréé, Costruire, Domus ou A+U, ainsi qu'aux revues d'art contemporain Beaux-Arts Magazine, Critique d’art, Documents, Eighty, Galeries Magazine, Kanal Magazine, New Art International, Omnibus ou Purple Prose. En 1997, il devient membre de l’AICA, et sera membre du bureau de l’AICA France de 2003 à 2005. 
Durant les années 1990, il s'engage au sein de la communauté gay, tient une chronique culturelle sur Fréquence Gay et collabore aux magazines 3 Keller, Illico, Ex æquo et Tribus Magazine. ll réalise pour ce dernier deux couvertures portant l’une sur le travail de Wolfgang Tillmans, l’autre sur celui de Matthew Barney. À la croisée de ses recherches sur l'architecture et l'identité, il participe, en 1996-1997, au séminaire organisé par Élisabeth Lebovici à l’École Nationale Supérieure des Beaux-Arts de Paris sur le thème de L’Intime. Sa conférence s’intitule Architecture, intimité, promiscuité. L’Évolution de l’espace domestique du Moyen Âge au XIXe siècle. Il fait ensuite partie, avec Élisabeth Lebovici, Caroline Bourgeois et Pierre Del Fondo, du projet Beau comme un Camion visant à présenter et distribuer gratuitement des œuvres inédites d’artistes, à l’intérieur et aux abords d’un « camion d’art contemporain », à tous les participants du défilé de l’Europride à Paris, première diffusion libre et ouverte d’art contemporain au sein de la communauté LGBT. Il rencontre à cette occasion la créatrice,  mécène et collectionneuse d'art agnès b. Sur proposition d’Yvon Lambert, il réalise un projet de tatouage pour l’artiste Douglas Gordon intitulé Three Inches. Il partage alors sa vie avec l’auteur et traducteur Jean-Baptiste Coursaud et se lie d’amitié avec Caroline Bourgeois[réf. nécessaire].
En 1997, Les Éditions Tarabuste publient son premier texte littéraire Celui qui encore est au monde (La parole transmise) illustré de photographies inédites de Bernard Plossu.

### Les années 2000: l'aventure du Fonds Régional d'Art Contemporain de Haute-Normandie
En janvier 1999, il est nommé directeur du Fonds Régional d’Art Contemporain de Haute-Normandie. Il y expose les artistes français Bertholin, Jérôme Boutterin, Damien Cabanes, Philippe Cognée, Didier Courbot, Franck David, Fabrice Dubreuil, Thomas Fougeirol, Charles Fréger, Anne Marie Jugnet & Alain Clairet, Andrea Keen, Patrick Lebret, Guy Lemonnier, Claude Lévêque, Stéphane Montefiore, Marylène Negro, Dominique Petitgand, Bernard Piffaretti, Bernard Plossu, David Saltiel et les artistes internationaux Silvia Bächli, Marian Breedveld, Elina Brotherus, Geneviève Cadieux, Helmut Dorner, Michel François, Bill Jacobson, Chris Johanson, Javier Pérez, Nancy Spero, Richard Tuttle, Marthe Wéry. Il rend également hommage à James Lee Byars, Felix Gonzalez-Torres, Hervé Guibert et Robert Mapplethorpe à l'occasion de l’exposition thématique Larmes blanches. Il y valorise également les pratiques contemporaines du dessin. En parallèle, il programme des collaborations avec de nombreux musées régionaux telles que Le Regard de l’autre, Memento Mori, L’Hybride avec le Musée des Beaux-Arts de Rouen ; La Vague, Le Nuage et Né(e)s de l’écume et des rêves avec le Musée d'art moderne André-Malraux du Havre ; Signes, gestes, traces, espaces. Figures sur la peinture moderne française dans les collections publiques normandes avec les musées de Caen, d’Evreux et du Havre. Pierre Bazin, directeur du Château-Musée de Dieppe sera l'un des soutiens déterminants de ses projets, ainsi que Didier Mouchel, responsable de la galerie photographique du Pôle Image de Haute-Normandie.
Toujours engagé dans le domaine de la photographie et des arts de l'image, il est rapporteur pour le Prix Gilles-Dusein initié de 1999 à 2009 par la Fondation NSM Vie en partenariat avec la Maison Européenne de la Photographie. En 2003, il participe au catalogue de l’exposition Steve McQueen. Speaking in Tongues au Musée d’art moderne de la Ville de Paris. En 2004, à la demande de Régis Durand, il fait partie de l’équipe de commissariat, avec Dominique Baqué, Caroline Bourgeois et Annick Duvillaret, de la réouverture du Centre National de la Photographie dans le bâtiment du Jeu de Paume qui se concrétisera par l’exposition L’Éblouissement. En 2008, sur proposition de Jean-Luc Monterosso, il est commissaire, avec Françoise Huguier et Laura Serani, du Mois de la Photo à Paris.
Il participe également à nombreux projets initiés par Jean-Marc Dimanche, dont la revue FauxQ. Il est nommé membre de la Commission Arts Plastiques du Centre National des Arts Plastiques de 2001 à 2003, puis membre de la Commission Photographie-Arts de l’image du Centre National des Arts Plastiques de 2010 à 2012. En 2010, Il s’inscrit à L’ICOM. Il est alors désigné membre de la Commission scientifique régionale des collections des Musées de France – Région Île-de-France. 

### Les années 2010: une inscription dans le domaine muséal
En septembre 2010, sur proposition de Sophie Lévy, il rejoint les équipes du nouveau LAM Lille Métropole Musée d’art moderne, d’art contemporain et d’art brut afin de redéfinir le département art contemporain. Il renouvelle les principes d’accrochage des collections permanentes d’art contemporain ; programme des expositions monographiques consacrées à l’œuvre de Dove Allouche, Jean Dubuffet, Jockum Nordström, Éric Poitevin, Anne-Marie Schneider, Hiroshi Sugimoto, Luc Tuymans ; montre pour la première fois la collection personnelle d'agnès b ou les nommés du Prix Marcel Duchamp. Il conçoit également plusieurs expositions thématiques saluées par la critique comme Déplacer, déplier, découvrir. La Peinture en actes 1960-1999 (Martin Barré, Marc Devade, Jean Degottex, Simon Hantaï, Michel Parmentier et Là où commence le jour,.
À l'invitation de Gilles Mora, il présente au Pavillon populaire de Montpellier l’œuvre en couleur de Bernard Plossu en 2013, puis une rétrospective sur l’œuvre de Lynne Cohen en 2019. Il réalise également, en 2014, pour la galerie d’art du Conseil général des Bouches-du-Rhône à Aix-en-Provence, une importante exposition intitulée L’Œuvre photographiée. Les Ateliers d’artiste de Picasso à Warhol. En 2017, il participe à une monographie consacrée aux expérimentations photographiques de Denis Roche publiée aux Éditions lamaindonne. Il est également membre du jury du Prix de la Photo Camera Clara créé en 2012 sous l’égide de la Fondation Grésigny.  
En continuité de ses recherches sur l'identité et les représentations du corps, il conçoit en 2013-2014 un vaste projet en deux volets, intitulé À corps perdus, consacré aux représentations contemporaines de la masculinité et programmé à la galerie Backslash à Paris et à la galerie Gourvennec Ogor à Marseille. Parallèlement, il rédige deux livres consacrés à l’histoire du corset, l'un publié aux Éditions du Rouergue, l'autre aux Éditions de la Martinière. 
À la demande de la galerie Jean Fournier, il poursuit un travail de recherche sur les archives de Simon Hantaï, qui donnera lieu, en 2017, à une exposition consacrée aux années 1948-1955, dite « période Breton». À l'invitation de Luc Tuymans, il collabore ensuite à l’exposition La Pelle présentée au Palazzo Grassi en 2019.  
Il participe en parallèle à de nombreux projets de catalogues monographiques consacrés à l’œuvre d'Abdelkader Benchamma, Mohamed Bourouissa, Philippe Cognée, Thomas Lerooy, Speedy Graphito, Sophie Kuijken, Pierre & Gilles ou Sabine Pigalle. 

### Du Musée de l'Elysée à Photo Elysée
Sur proposition de Tatyana Franck, il devient, en 2017, conservateur en chef du Musée de l’Elysée à Lausanne,. Il y réalise la première exposition en Suisse consacré au photographe chinois Liu Bolin et une rétrospective de l'œuvre de René Burri. Le catalogue qui accompagne l'exposition, publié aux Éditions Noir sur Blanc, reçoit la Médaille d’argent du Deutscher Fotobuchpreis 2020 (Prix du livre photo allemand) 2020. L'exposition sera ensuite montrée au Taipei Fine Arts Museum en 2023.  
Il pilote et rédige en parallèle le nouveau projet scientifique et culturel du musée en vue de son déménagement sur le site de Plateforme10 en juin 2022, et participe aux réflexions sur son nouveau branding : Photo Elysée. Il est ensuite désigné commissaire de l’exposition inaugurale, intitulée Train Zug Treno Tren. Destins croisés, du nouveau pôle muséal du quartier des arts de Lausanne regroupant Photo Elysée, le mudac et le mcba.  

### Les années 2020
Le 31 janvier 2023, il annonce quitter Photo Elysée. Il revient alors sur Paris et ouvre un bureau de commissariat indépendant et de conseil en art et création.   
À la suite de son allocution primée en 2022 par l'Aica France, il réalise une série de conférences sur le thème de l'intimité dans l'art d'aujourd'hui.   
Il est également invité au jury de deux manifestations dédiées à la vidéo contemporaine : AROUND VIDEO ART FAIR 2023 et OVNI 2023.   
Il engage également une nouvelle collaboration avec The Art Newspaper et une activité d'enseignant à l'IESA.   
À la demande de Guillaume Piens, il est nommé commissaire pour la scène française d’Art Paris 2023, et propose comme thème L’Engagement. Il devient à la suite membre du comité de sélection d'Art Paris en 2023, puis commissaire de secteur Promesses en 2024.   
À l'invitation d'Alexia Fabre, il participe, avec Madeleine Mathé et Stéphanie Pécourt, à la 3e édition du programme Crush de l'École des Beaux-Arts de Paris. Il accompagne ensuite, dans le cadre d'un partenariat entre l'École des Beaux-Arts de Paris et Rubis Mécénat, l'étudiant Marc Lohner à concevoir une installation spécifique et une série de concerts pour l'église Saint-Eustache à Paris. Il poursuit sa collaboration avec l'église Saint-Eustache en soutenant la présentation, en 2024, des dessins préparatoires du Chemin de croix de Vincent Gicquel commandé à l'artiste par François Pinault pour l’église de Trévérien (Ille-et-Vilaine).   
À l'automne 2023, il présente à l'espace Topographie de l'art à Paris l'exposition Ground Control qui revisite la chanson de David Bowie Space Oddity et le film de Stanley Kubrick 2001: A Space Odyssey à l'aune de la création contemporaine.   
À la suite de ses recherches sur les relations entre identité, photographie et art brut, il réalise au début de l'année 2023, au bridge by Christian Berst, l'exposition Comme je me voudrais "être", conçue comme un dialogue entre photographie d'art brut et photographie d'art contemporain autour de la notion d'identité(s) masculine(s). Il poursuit cette recherches sur la construction de soi et l'identité masculine à l'occasion de l'exposition Les flocons de l'été (sur tout ton corps sont tatouées des perles d'or) présentée à la Galerie du Jour agnès b. du 11 janvier au 2 mars 2025. Celle-ci réunit douze artistes émergents de la scène françaises (Jean Bosphore, Nicolas Boulben, Jean Claracq, Antoine Conde, Adrien Fricheteau, Lazare Lazarus, Lou Olmos--Arsenne, Jules Magistry, Julien Robles, Camille Roquet, Paul Rousteau et Victor Siret).   
Il conçoit en 2024, pour la galerie Tornabuoni Paris, l'exposition Un alphabet de l'ordre et du désordre, autour de 24 verbes d'actions de destruction/création, chacun accompagné par un chef-d'œuvre de l'art d'après-guerre, en particulier italien.            

## Distinctions
Chevalier de l'ordre des Arts et des Lettres. En 2004, il est fait chevalier des Arts et Lettres. 
En 2022, il est lauréat du Prix Spécial des 10 ans du Prix de l’AICA France de la critique d’art.